# Mephisto (Roman)

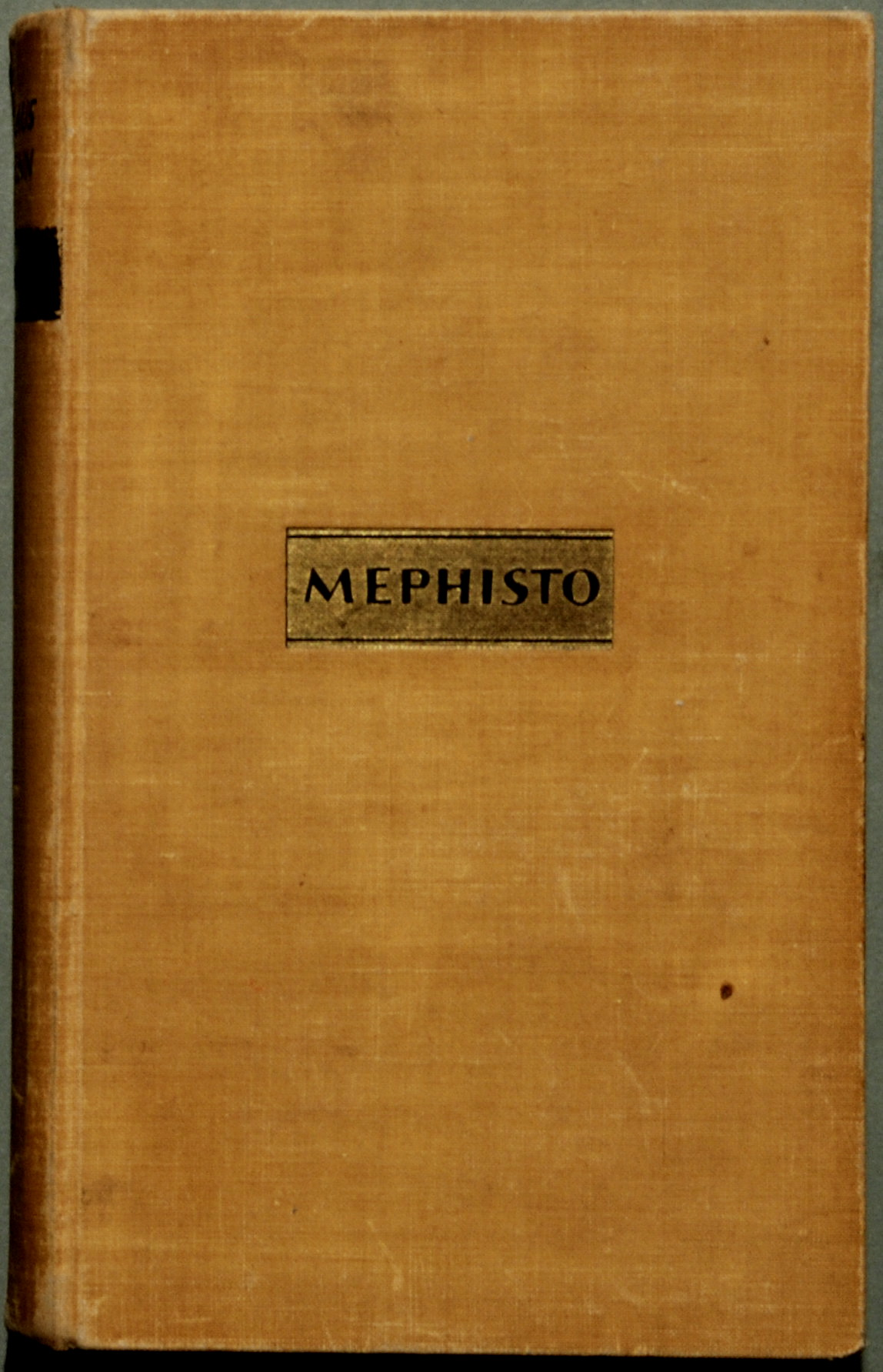
Verlags-Einband des Erstdrucks

Mephisto – Roman einer Karriere ist der sechste Roman des Schriftstellers Klaus Mann, der 1936 im Exilverlag Querido in Amsterdam erschienen ist. Er wurde 1956 erstmals in Deutschland im Ostberliner Aufbau-Verlag verlegt. Der Roman, in dem der Schauspieler Gustaf Gründgens eine zentrale Rolle als die Romanfigur Hendrik Höfgen spielt, zählt neben dem Tschaikowsky-Roman Symphonie Pathétique und dem Emigranten-Roman Der Vulkan zu Klaus Manns drei bedeutendsten Romanen. Mephisto wird oft als Schlüsselroman gesehen, ist dies nach Aussage Klaus Manns allerdings nicht: „Alle Figuren stellen Typen dar, nicht Portraits.“

## Roman

### Entstehung
Klaus Mann floh im März 1933 ins Exil, da er, wie sein Vater, der Literaturnobelpreisträger Thomas Mann, als Schriftsteller nach der Machtergreifung Hitlers in Deutschland politisch verfolgt wurde. In Amsterdam gab er die Exilzeitschrift Die Sammlung – die gegen den Nationalsozialismus gerichtet war – heraus. Sein Freund und Verleger Fritz Helmut Landshoff machte ihm ein „ziemlich generöses Angebot“, wie Klaus Mann seiner Mutter am 21. Juli 1935 schrieb. Eine monatliche Zahlung war für die Niederschrift seines nächsten Romans bestimmt, wobei weder Inhalt noch Titel feststanden. Klaus Mann plante zunächst, einen utopischen Roman über Europa in 200 Jahren zu schreiben. Der Schriftsteller Hermann Kesten unterbreitete ihm jedoch den Vorschlag, „den Roman eines homosexuellen Karrieristen im dritten Reich“ mit dem Staatstheaterintendanten Gustaf Gründgens künstlerisch zu verarbeiten. Zudem sollte der Roman gesellschaftskritisch werden und viele satirische Elemente enthalten. Erika Mann hatte sich nach einer kurzen Ehe 1929 von Gründgens scheiden lassen. Klaus Manns Schwager gelang ein kometenhafter Aufstieg als Schauspieler, Regisseur und Intendant im „Dritten Reich“, protegiert von Hermann Göring, dennoch zögerte Klaus Mann, den Roman auf „eine satirische Weise gegen gewisse homosexuelle Figuren“, wie es Kesten vorgeschlagen hatte, zu verwenden, aber das Thema reizte ihn. Der Opportunist Hendrik Höfgen hat einen Vorläufer – Manns Romanfigur Gregor Gregori aus seinem 1932 erschienenen Roman Treffpunkt im Unendlichen weist ähnliche Charakterzüge auf. 1936 erschien sein Mephisto, allerdings ohne homosexuelle Bezüge, und fand weltweite Beachtung.
Ob es sich beim Mephisto um einen Schlüsselroman handelt, bleibt nach wie vor strittig. Er wurde jedenfalls während seiner Publikation als Vorabdruck in der Pariser Tageszeitung als ein solcher vorgestellt und von den Lesern so verstanden. Klaus Mann, von dem der Roman eben nicht als Schlüsselroman gedacht war, forderte daraufhin auf Drängen von Landshoff, der einen Prozess befürchtete, in einem Telegramm eine Richtigstellung durch die Zeitung unter dem Titel Kein Schlüsselroman. Eine notwendige Erklärung: […] „Ich muß protestieren – um der Würde Ihres Blattes willen; um unserer Leser willen, die zu anspruchsvoll sind, als daß sie mit ‚Schlüsselromanen‘ amüsiert sein möchten; schließlich auch um meiner eigenen Würde willen. […] Hier handelt es sich um kein ‚Portrait‘, sondern um einen symbolischen Typus – der Leser wird beurteilen, ob auch einen lebensvollen, dichterisch geschauten und gestalteten Menschen.“

### Inhalt
Erzählt wird die Geschichte des Schauspielers Hendrik Höfgen von 1926 im Hamburger Künstlertheater bis zum Jahr 1936, als dieser es zum gefeierten Star des sogenannten Neuen Reiches gebracht hat. Höfgen, der sich erst spät während der Zeit des Nationalsozialismus mit den Machthabern arrangiert und zum Intendanten am Berliner Staatstheater ernannt wird, flüchtet zunächst vor seinen zukünftigen Freunden nach Paris, da er Angst vor einer Verfolgung aufgrund seiner „kulturbolschewistischen“ Vergangenheit hat. Ab diesem Zeitpunkt stellt Höfgen fest, dass er bereits einen Teil seiner „echten“ Freunde wie seine Frau Barbara Bruckner und Frau von Herzfeld verloren hat. Jedoch kann er, zurück in Berlin, Lotte Lindenthal für sich gewinnen, die Frau des Fliegergenerals und preußischen Ministerpräsidenten. Dieser hält selbst große Stücke auf seinen Höfgen. Als leidenschaftlicher Schauspieler, dem die Rolle des Mephisto in Goethes Faust I wie auf den Leib geschnitten ist, erkennt der Opportunist Höfgen erst zu spät, dass er tatsächlich einen Pakt mit dem Teufel – dem Mephistopheles – geschlossen hat. Er ist zu einem „Affen der Macht“, einem „Clown zur Zerstreuung der Mörder“, geworden. Er verliert die humanen Werte und teilt die Auffassungen des Regimes. Er geht sogar so weit, die vorübergehende Verhaftung seiner Geliebten, der „Schwarzen Venus“, mit der er BDSM-Praktiken ausübt, anzustiften.

### Inhaltsangabe
Im Jahr 1936 begeht der preußische Ministerpräsident seinen 43. Geburtstag. Die Feierlichkeiten dazu werden im Berliner Opernhaus durchgeführt. Das Fest gilt als überaus prunkvoll und ausschweifend, sodass sich ausländische Gäste darüber aufregen. Trotzdem verhalten sie sich devot und loben sogar noch die Ausgestaltung des Festes. Als der Propagandaminister den Saal betritt, scheint es, als ob jede Regung im Raum erstürbe. Von ihm geht eine eiskalte Atmosphäre aus. Trotz seiner Behinderung bewegt er sich gewandt durch die Räumlichkeiten und steuert direkt auf den Staatstheaterintendanten Hendrik Höfgen zu. Obwohl er den 39-jährigen hasst, zeigt er sich den Pressefotografen im Gespräch mit ihm. Um eine hohe Wirkung seines Erscheinens zu garantieren, zögert der Ministerpräsident seine Ankunft auf dem Fest hinaus. Später tritt er dann mit seiner Ehefrau Lotte Lindenthal auf.
Rückblende in die Mitte der 1920er Jahre: Zum Hamburger Künstlertheater (H.K.) gehören Hendrik Höfgen, Otto Ulrichs, Hans Miklas. Hendrik Höfgen arbeitet dort gleichzeitig als Regisseur und Schauspieler. Höfgen ist mit Otto Ulrichs befreundet. Beide planen immer wieder ein „Revolutionäres Theater“. Das H.K. ist die erste Station in Höfgens beruflicher Laufbahn. Dort arbeitet er meistens sechzehn Stunden am Tag und leidet oft unter einer hohen nervlichen Anspannung. Hendrik Höfgen hält sich nur für einen Provinzdarsteller, aber gegenüber seinen Kollegen demonstriert er Überlegenheit und verspottet diese sogar. Als die Charakterdarstellerin Dora Martin aus Berlin ein Gastspiel hält, versteckt er sich in seiner Garderobe. Obwohl er die Aufführung mit ihr nicht gesehen hat, gratuliert er ihr für die Darstellung. Im Gegenzug dafür bescheinigt sie ihm Talent. Da Dora Martin Jüdin ist, äußert sich Hans Miklas, der mit der Nationalsozialistischen Partei sympathisiert, negativ über sie. In einer Hamburger Hafenkneipe lernt er die junge dunkelhäutige Juliette Martens kennen. Ihr Vater ist ein Hamburger Ingenieur und ihre Mutter war Afrikanerin. Sie gibt Höfgen Tanzunterricht und wird seine Geliebte.
Im H.K. wird die Kindertragödie Frühlings Erwachen geprobt. Hier gibt sich Hendrik Höfgen gegenüber seinen Kollegen überaus tyrannisch. Am Nachmittag bricht er die Probe ab, da er mit seiner Tanzlehrerin eine Verabredung hat. Juliette darf ihn als einzige Person mit seinem eigentlichen von ihm selbst verachteten Vornamen Heinz ansprechen, obwohl Höfgen sich nicht einmal von seiner Familie so rufen lässt.
Durch seine Kollegin Nicoletta von Niebuhr lernt Hendrik Höfgen Barbara Bruckner, die Tochter des Geheimrats Bruckner, kennen. Nicoletta ist mit Barbara befreundet und ermutigt Höfgen, um diese zu werben. Zur Überraschung Barbaras tut er dies auch, so dass beide kurz darauf heiraten. Die Flitterwochen verbringen sie an den oberbayrischen Seen. Nicoletta ist mitgereist und wird fast täglich von dem verschrobenen Schriftsteller Theophil Marder besucht. Zwei Wochen nach der Rückkehr von der Hochzeitsreise trifft sich Hendrik bereits wieder mit Juliette.
Theophil Marder schreibt Nicoletta ein Telegramm: Er sei in seiner Ehre gekränkt; eine Frau müsse bedingungslos zu ihrem Mann gehören. Nicoletta von Niebuhr reist sofort zu ihm und gibt ihren Beruf auf. Sie heiratet den dreißig Jahre älteren Mann.
1928 übernimmt Hendrik Höfgen eine Rolle in einem Lustspiel in Wien. Dorthin gelangte er durch die Fürsprache von Dora Martin, Geheimrat Bruckner und Theophil Marder. Das H.K. verließ er nach einem Streit mit Hans Miklas, nachdem er Lotte Lindenthal als „blöde Kuh“ bezeichnet hatte. Durch Fürsprache von Dora Martin erhält Höfgen ein Engagement am Staatstheater Berlin. Dort macht er Karriere; seine Gage verdreifacht sich. Er singt sogar nach den Abendvorstellungen Chansons in der Music-Hall. Nun bezieht er eine Wohnung am Reichskanzlerplatz und lernt das Autofahren. Geheimrat Bruckner und auch seine Tochter Barbara kommen immer seltener nach Berlin und ziehen sich von Höfgen zurück.
Er mietet in einem entlegenen Stadtteil Berlins ein Zimmer für Juliette. Dort besucht er sie in der Woche heimlich. 1932 wird anlässlich des 100. Todestages von Johann Wolfgang von Goethe der „Faust“ in den Spielplan aufgenommen. Die Rolle des Mephisto übernimmt Höfgen. Dies wird seine erfolgreichste Rolle. Höfgen kann es kaum glauben, dass die Nationalsozialisten an die Macht kommen sollen, aber am 30. Januar 1933 wird Hitler zum Reichskanzler ernannt. In dieser Zeit hält sich Höfgen gerade bei Dreharbeiten in Madrid auf. Dora Martin wandert nach Amerika aus. Höfgen kehrt nach Beendigung der Dreharbeiten in Spanien nicht nach Deutschland zurück, sondern reist nach Paris, da er von Bekannten gewarnt wird, dass sogenannte schwarze Listen in Deutschland den Umlauf machten. Auf diesen stehen sowohl sein Name als auch der von Geheimrat Bruckner. Nachdem die Hamburger Kollegin Angelika Siebert noch einmal bei Lotte Lindenthal für Höfgen ein gutes Wort einlegt hat, wünscht sich Lotte für ihr Debüt am Berliner Staatstheater Hendrik Höfgen als Partner. Somit steht Höfgen unter dem Schutz des Ministerpräsidenten und kann nach Deutschland zurückkehren. In dem Spielplan des Staatstheaters wird wieder der Faust aufgenommen. Höfgen wendet sich an Lotte Lindenthal, da er unbedingt den Mephisto spielen möchte. Wieder über den Ministerpräsidenten erreicht sie, dass Höfgen für die Rolle engagiert wird. Dank seines Gönners erreicht er sogar die Freilassung von Otto Ulrichs, den die Nazis als Kommunisten ins KZ gesperrt hatten. Höfgen überzeugt ihn, eine kleine Anstellung am Staatstheater anzunehmen. Hans Miklas fühlt sich von der nationalsozialistischen Politik betrogen, da sich seiner Meinung nach in Deutschland nichts verbessert hat und die neuen Machthaber dekadenter und korrupter sind als die vorherigen. Nachdem er gegenüber von Muck seinen Unmut äußert und einen Parteiaustritt ankündigt, wird er von der Gestapo erschossen.
Hendrik Höfgen will auf gar keinen Fall, dass die Nationalsozialisten etwas von seiner Beziehung zu der dunkelhäutigen Juliette erfahren. Er fordert sie auf, das Land zu verlassen und nach Paris zu gehen. Da Juliette dies aber nicht will, findet Höfgen keinen anderen Ausweg, als sich an seinen Protektor zu wenden, der Juliette verhaften lässt. Im Gefängnis teilt Höfgen ihr mit, dass man sie nach Paris abschieben und er sie finanziell unterstützen werde.
1934 lässt sich Barbara von Höfgen scheiden. Auch sie lebt mittlerweile in Paris. Nicoletta lässt sich ebenfalls von ihrem Mann scheiden und kehrt nach Berlin zurück, um wieder als Schauspielerin zu arbeiten. Sie tritt mit Höfgen als Partner auf.
Der Ministerpräsident und der Propagandaminister geraten über die Neubesetzung des Intendanten für das Staatstheater in Streit. Der Ministerpräsident möchte für den Posten Hendrik Höfgen. Der Propagandaminister ist anderer Meinung, letztendlich setzt sich der General aber durch. Er übernimmt diesen Posten von seinem Vorgänger Cäsar von Muck, welcher zum Präsidenten der „Dichterakademie“ ernannt wird. In Paris erfährt von Muck von der schwarzen Geliebten Höfgens. Aus Rache sorgt er für die Verbreitung der Information, zu der weitere fiktive Details hinzugefügt werden. Mit Höfgen hält der Führer darüber eine kurze Unterredung. Für ihn ist die Sache damit erledigt und ein weiteres Verbreiten der Gerüchte wird unterbunden.
Hendrik Höfgen kauft eine riesige Villa in Grunewald und holt seine Schwester und seine Eltern nach Berlin. Er heiratet nun Nicoletta, um endgültig mit dem Gerücht, ein Verhältnis mit einer Schwarzen zu haben, abzuschließen.
Otto Ulrichs arbeitet weiter im kommunistischen Untergrund. Er weiß nun, dass Höfgen nur für seinen Ruhm gelebt hat. Ulrichs wird jedoch verhaftet. Höfgen erbittet zweimal Hilfe beim Ministerpräsidenten, doch dieser erklärt Höfgen, dass er sich nicht weiter darum kümmern solle und er wolle darüber auch kein Wort mehr verlieren. Der Intendant folgt dem letztlich, um nicht selbst in Ungnade zu fallen. Ulrichs wird zu Tode gefoltert, sein Ableben aber als „Selbstmord“ dargestellt. Höfgen plagen Gewissensbisse und er lässt der verarmten Mutter des ehemaligen Kollegen heimlich Geld für die Beisetzung zukommen.
Seine neue Rolle „Hamlet“ spielt er schlecht und leidet darunter sehr. Die Premiere jedoch wird ein voller Erfolg und die Kritik ist voller Lob. Das Publikum beurteilt mittlerweile nicht mehr die künstlerischen Leistungen, sondern die Beziehung zur Macht. Als er sich nach der Aufführung allein im Arbeitszimmer befindet, klettert ein unbekannter Mann an der Fassade bis zu Höfgens Fenster hinauf. Der ungebetene Gast richtet dem Intendanten Grüße von Otto Ulrichs aus, die er kurz vor seinem Tod über ein SA-Mitglied, das in Wahrheit mit dem Kommunismus sympathisiert, ausrichten ließ. Der Besucher ist selbst Kommunist und ein Freund des Getöteten. Er kündigt Höfgen an, dass man ihn im Falle einer Machtübernahme zur Verantwortung ziehen werde.
Zum Schluss weint er sich bei seiner Mutter Bella aus. Diese kennt die Nervenzusammenbrüche ihres Sohnes, bemerkt aber an seiner Haltung, dass sein seelischer Zustand tieferen Ursprungs ist als sonst.

## Figuren, ihr Bezug zu realen Personen
| Romanfigur                           | Charakter | gesellschaftliche Position                   | Bezug auf reale Person |
| ------------------------------------ | --- | -------------------------------------------- | ---------------------- |
| Hendrik Höfgen                       | ein typischer Opportunist seiner Zeit, keine Wertvorstellung, arrogant und machtgierig, wandlungsfähig, skrupellos, jedoch Gewissen vorhanden, ehrgeizig und eitel, aasiges Lächeln           | Schauspieler, Regisseur, Intendant           | Gustaf Gründgens       |
| Otto Ulrichs                         | Schauspieler, Kommunist, Widerstandskämpfer | Theater; Kommunist                           | Hans Otto              |
| Juliette Martens                     | eigenständig, liebt Höfgen, inszeniert im sadomasochistischen Verhältnis zu Höfgen jahrelang seine „Herrin“                                                                                   | Revueszene, Außenseiterin als Farbige        | Andrea Manga Bell      |
| Dora Martin                          | erfolgreiche Schauspielerin (auch im Ausland) | Theater; Jüdin                               | Elisabeth Bergner      |
| Nicoletta von Niebuhr                | Bewunderin Marders (sieht ihn als Vater), künstlerischer Lebensstil, extravertiert | Theater                                      | Pamela Wedekind        |
| Lotte Lindenthal                     | geistig weniger gebildet, glaubt, von allen gemocht zu werden (sieht nur das Positive), gläubige Nazine, „Mutter der Nation“                                                                  | Theater; Hofschranze der Naziführung         | Emmy Göring            |
| Barbara Bruckner                     | intelligent, mitfühlend, geht ihren eigenen Weg, später politische Kämpferin, geht Beziehung und Ehe mit Höfgen ein                                                                           | liberales Bürgertum                          | Erika Mann             |
| Geheimrat Bruckner                   | intelligenter Familienpatriarch mit Weitblick | liberales Bürgertum                          | Thomas Mann            |
| Sebastian                            | Barbaras Jugendfreund | liberales Bürgertum                          | Klaus Mann             |
| Ministerpräsident                    | will Prunk zeigen (Uniform und teure Feiern), will gemütlich wirken; typischer Machthaber, grausam                                                                                            | Naziführung                                  | Hermann Göring         |
| Theophil Marder                      | verschrobener, äußerst egozentrischer Schriftsteller, der seine beste Zeit als Gegner des Kaiserreiches hatte                                                                                 | Intellektueller                              | Carl Sternheim         |
| Der Professor                        | Theaterregisseur; besitzt Theater in Wien und Berlin | Theater                                      | Max Reinhardt          |
| Cäsar von Muck                       | Schriftsteller; Speichellecker der Nazis, versucht, ihnen eine intellektuelle Ausstrahlung zu verschaffen                                                                                     | Intellektueller; Hofschranze der Naziführung | Hanns Johst            |
| Benjamin Pelz                        | Schriftsteller; hasst die Begriffe von Fortschritt und Vernunft, fasziniert von der Grausamkeit der Nazis, genießt als Betrachter den vorzivilisatorischen Überlebenskampf unter ihrem Regime | Intellektueller; Hofschranze der Naziführung | Gottfried Benn         |
| Pierre Larue                         | französischer Botschafter; verehrt das Nazitum als Wiederherstellung des starken und vorwärtsgewandten Deutschen                                                                              | Diplomat; Berliner Schickeria                | André Germain          |
| Ihrig, in späterer Ausgabe Dr. Radig | Theaterkritiker; vormals linker Kritiker der Nazis, seit ihrer Machtübernahme jedoch angepasst                                                                                                | Theater                                      | Herbert Ihering        |
| Josy Höfgen                          | Hendrik Höfgens Schwester; Sängerin, mehrfach verlobt, von einfältigem Wesen | Kleinbürgertum                               | Marita Gründgens       |

Klaus Mann verwies darauf, dass die Personen des Buches Typen, aber keine Porträts darstellen.

## Verbot
Gründgens selbst ist zu Lebzeiten nie juristisch gegen die Veröffentlichung des Romans vorgegangen, wohl aber auf informellem Wege über ihm nahestehende Autoren wie Curt Riess. Das führte dazu, dass das Werk von Verlagen der BRD viele Jahre lang nicht veröffentlicht wurde. Nach dem Tode des Künstlers klagte dessen Adoptivsohn und Alleinerbe Peter Gorski erfolgreich gegen die Publikation in der Bundesrepublik Deutschland und die Veröffentlichung des Romans Mephisto durch die Nymphenburger Verlagshandlung. Während das Landgericht Hamburg die Klage noch abgewiesen hatte und das Buch daraufhin veröffentlicht worden war, gab das Oberlandesgericht Hamburg mit Urteil vom 10. März 1966 der Klage statt. Die hiergegen gerichtete Revision des Verlags wurde vom Bundesgerichtshof mit Urteil vom 20. März 1968 zurückgewiesen. Aufgrund einer Verfassungsbeschwerde des Verlags konnte das Bundesverfassungsgericht sich in seiner Mephisto-Entscheidung vom 24. Februar 1971 erstmals mit dem Verhältnis zwischen Kunstfreiheit und den Grundrechten Dritter befassen. Im konkreten Fall gewichtete das Gericht den postmortalen Persönlichkeitsschutz höher als die Kunstfreiheit nach Art. 5 Abs. 3 GG, hielt dem Bundesgerichtshof allerdings vor, er habe fälschlich auf das Allgemeine Persönlichkeitsrecht des verstorbenen Gustaf Gründgens nach Art. 2 Abs. 1 GG abgestellt, da dieses nur lebenden Personen zukomme. Man könne sich allenfalls auf den postmortalen Persönlichkeitsschutz berufen, was allerdings in diesem Fall Erfolg habe. Die Entscheidung erging mit drei zu drei Stimmen, was eine Zurückweisung bedeutete. Zwei der drei Richter, die gegen die Zurückweisung stimmten, formulierten jeweils ihre abweichende Meinung, die auch (wie beim Bundesverfassungsgericht üblich) in die amtliche Entscheidungssammlung im Anschluss an die Entscheidung aufgenommen wurde.
In der zweiten Dezemberhälfte 1980 wurde der Roman trotz des bestehenden Urteils in der Bundesrepublik im Rowohlt Verlag in einer Startauflage von 30 Tausend Stück veröffentlicht. Bereits 1966 hatte der Verleger die Lizenz für eine Taschenbuchausgabe an Rowohlt gegeben, die wegen der juristischen Auseinandersetzung jahrelang hatte ruhen müssen. Die Neuausgabe war ein Wagnis, dessen mögliche juristische Konsequenzen Berthold Spangenberg durch seine Bereitschaft abmilderte, für die Kosten des möglichen neuen Rechtsstreits aufzukommen, der seitens des inzwischen im Ausland lebenden Gorski am Ende jedoch unterblieb. Vorher war der Roman in der DDR erhältlich, wo er bereits 1956 im Aufbau Verlag veröffentlicht worden war und sechs Auflagen erreicht hatte. Außerdem gab es immer wieder Raubdrucke dieses Romans in der Bundesrepublik zu kaufen. In der Literaturgeschichte wird immer wieder davon gesprochen, dass das Buch verboten worden sei. Das ist jedoch juristisch nicht exakt. Das Verbotsurteil galt nur zwischen den beiden Parteien (Gorski und der Nymphenburger Verlagshandlung). Hätte ein anderer Verlag das Buch publiziert, hätte Gorski erneut klagen müssen. Allerdings macht ein verfassungsrechtlich bestätigtes Verbot eines Buchs und eine somit drohende Klage es unwahrscheinlich, dass ein anderer Verlag es publiziert, was bei der Bewertung des Verbotsvorgangs berücksichtigt werden muss; dass Mephisto mit jahrzehntelanger Verspätung doch noch publiziert wurde, muss im Zusammenhang mit dem Bekanntheitsgrad des Autors gesehen werden. In seiner Entscheidung hatte der Bundesgerichtshof (was das Bundesverfassungsgericht bestätigte) allerdings darauf hingewiesen, dass der postmortale Persönlichkeitsschutz in dem Maße abnehme, in dem die Erinnerung an den Verstorbenen verblasse. Eine 1981 erhobene Klage hätte daher schon wegen des Zeitablaufs geringere Aussichten auf Erfolg gehabt.

## Dramatisierung, Verfilmung und Hörspielbearbeitung
- 1979: Bühnenfassung von Ariane Mnouchkine im Pariser Théâtre du Soleil, Gastspiele auch in Deutschland
- 1981 hat István Szabó mit Klaus Maria Brandauer in der Hauptrolle den Roman verfilmt.
- 1999: Hörspiel mit Axel Milberg (Erzähler), Ignaz Kirchner (Hendrik Höfgen), Stefan Wilkening, Michael Lucke, Eva Gosciejewicz, Eva-Maria Strien, Christiane Roßbach (Juliette), Juliane Köhler (Nicoletta), Thomas Holtzmann (Marder), Thomas Thieme (Ministerpräsident), Helmut Stange (Propagandaminister). Regie: Klaus Buhlert. BR Hörspiel und Medienkunst/MDR 1999, Audio auf Archive.org.
- 2018: Bühnenfassung von Milan Peschel am Staatstheater Hannover
- 2018: Bühnenfassung von Bastian Kraft am Burgtheater
- 2020: Bühnenfassung von Thomas Jonigk am Staatstheater Kassel[9]
- 2020: Bühnenfassung von Claudia Bauer am  Schauspiel Frankfurt
- 2021: Bühnenfassung von Till Weinheimer am Berliner Ensemble[10]
- 2024: Bühnenfassung von Marián Amsler am Nationaltheater Prag
- 2024: Man muss sich Mephisto als einen glücklichen Menschen vorstellen, Düsseldorfer Schauspielhaus (Jan Bonny zusammen mit Jan Eichberg)[11]
- 2025: Inszenierung von Christoph Mehler auf der Grundlage der Bühnenfassung von Birgit Letze-Funke am Saarländischen Staatstheater[12]
- 2025:  Bühnenfassung von Nicolas Charaux und Marie-Philine Pippert an den Wuppertaler Bühnen[13]
- 2025: Inszenierung von Jette Steckel in den Kammerspielen München[14]

## Ausgaben
- Klaus Mann: Mephisto. Roman einer Karriere. Querido, Amsterdam 1936 (1 Blatt Verlagssignet + Titelblatt verso Impressum + 1 Blatt Widmung („Der Schauspielerin Therese Giehse gewidmet“) + 1 Blatt Motto + Seiten 9–399 + 1 nicht paginierte Seite Druckvermerk. Erstdruck (Wilpert/Gühring² 18)).
- Klaus Mann: Mephisto. Roman einer Karriere. Aufbau, Berlin 1956
- Klaus Mann: Mephisto. Roman einer Karriere. Nymphenburger Verlagshandlung, München 1965
- Klaus Mann: Mephisto. Roman einer Karriere. (= rororo 22748). 10. Auflage. Rowohlt-Taschenbuch-Verlag, Reinbek bei Hamburg 2005, ISBN 3-499-22748-7.
- Klaus Mann: Mephisto. Roman einer Karriere. Neuausgabe Rowohlt, Hamburg 2019, ISBN 978-3-498-04546-3.